# Ha-Boker

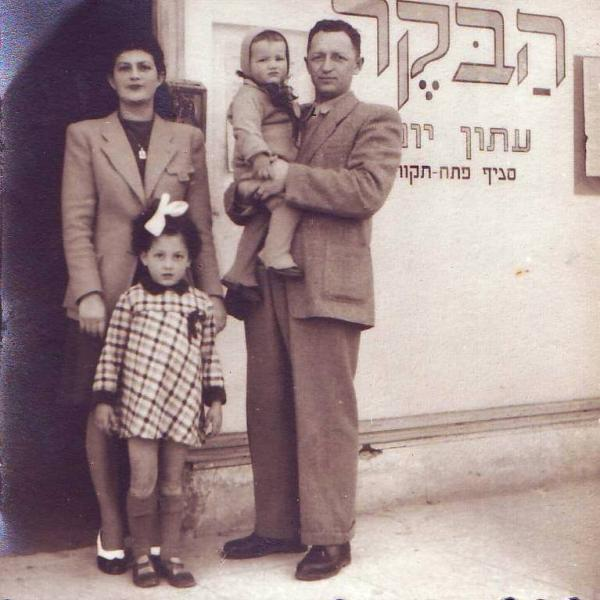
Politik a redaktor ha-Boker Josef Tamir s rodinou před sídlem redakce deníku na snímku z roku 1946

ha-Boker (hebrejsky: הבוקר, doslova Ráno) byl hebrejský psaný deník vycházející v mandátní Palestině a v Izraeli v letech 1935–1965.
Byl založen roku 1934. Za vznikem deníku stála strana Všeobecných sionistů. Všeobecní sionisté se původně pokoušeli o ovládnutí deníku Haaretz. V roce 1936 v jejich straně došlo k rozkolu a založení deníku ha-Boker bylo projevem aktivit pravicového křídla této strany. Mezi zakladatele listu patřili mnozí pozdější významní izraelští politici jako Chajim Ari'av nebo Jisra'el Rokach. Pro ha-Boker psali Herzl Rosenblum, Perec Bernstein či Josef Tamir.
V roce 1943 se stal list předmětem konfrontace s mandátními britskými úřady. Po britské razii ve vesnici Ramat ha-Koveš totiž všechny hebrejské deníky otiskly 18. listopadu toho roku protestní prohlášení neschválené cenzorem. Následujícího dne nařídily britské mandátní úřady na dva týdny zastavit vydávání listů Davar a ha-Boker. List byl přímo propojen se stranou Všeobecných sionistů. Podle příhody, která se o deníku vypráví, měl v srpnu 1945 noční službu v ha-Boker editor Baruch Karuch. Když následujícího dne vyšly po celém světě noviny se zprávou o americkém jaderném výbuchu nad Hirošimou, ha-Boker měl jako hlavní zprávu debatu na ústředním výboru Všeobecných sionistů. Když se nočního editora Karucha kolegové ptali, jak může zdůvodnit takové řazení zpráv, měl prý odpovědět: „Věděl jsem, že prezident Truman mě za titulní článek kárat nebude. Ale stejně dobře jsem věděl, že Jisra'el Rokach, předák Všobecných sionistů, by byl vzteky bez sebe, kdyby zpráva o debatě na ústředním výboru nebyla na prvním místě.“
Počátkem 60. let 20. století následoval list osudu strany Všeobecní sionisté, která se tehdy sloučila s Liberální stranou a po několika letech se Liberální strana sloučila se stranou Cherut do aliance Gachal. V roce 1965 deník ha-Boker zanikl, protože se sloučil s deníkem Cherut do nového listu ha-Jom, který ale rovněž zanikl o čtyři roky později.